# Niżnia Jarząbkowa Szczerbina
Niżnia Jarząbkowa Szczerbina (słow. Nižná Jariabkova štrbina, ok. 1720 m) – przełączka w masywie Młynarza w słowackich Tatrach Wysokich. Znajduje się w grani odchodzącej na północny wschód od Jarząbkowego Zwornika i oddziela Skoruszowego Mnicha (ok. 1770 m) od Jarząbkowej Turni (ok. 1730 m). Na północ opada z przełączki szeroki, trawiasty i mało stromy Zachód Szczepańskiego. Na południowo-zachodniej stronie przełączki znajduje się wielki skalny blok przebity wąskim tunelem. Poniżej tego głazu w stok przełączki wcina się skalisto-trawiasta rynna uchodząca do żlebu z Wyżniej Jarząbkowej Szczerbiny (żleb ten jest odgałęzieniem Jarząbkowego Żlebu).
Niżnia Jarząbkowa Szczerbina jest jedynym miejscem, z którego można łatwo wejść na Jarząbkową Turnię.

## Drogi wspinaczkowe
1. Od północy Zachodem Szczepańskiego; 0+ w skali tatrzańskiej, od dolnej ostrogi północnego filara Skoruszowego Mnicha 30 min,
2. Od południowego zachodu, ze żlebu Wyżniej Jarząbkowej Szczerbiny; I, 5 min[2].

Masyw Młynarza jest zamknięty dla turystów i taterników (obszar ochrony ścisłej Tatrzańskiego Parku Narodowego). Wspinaczka dopuszczalna jest tylko w masywie Małego Młynarza od 21 grudnia do 20 marca.

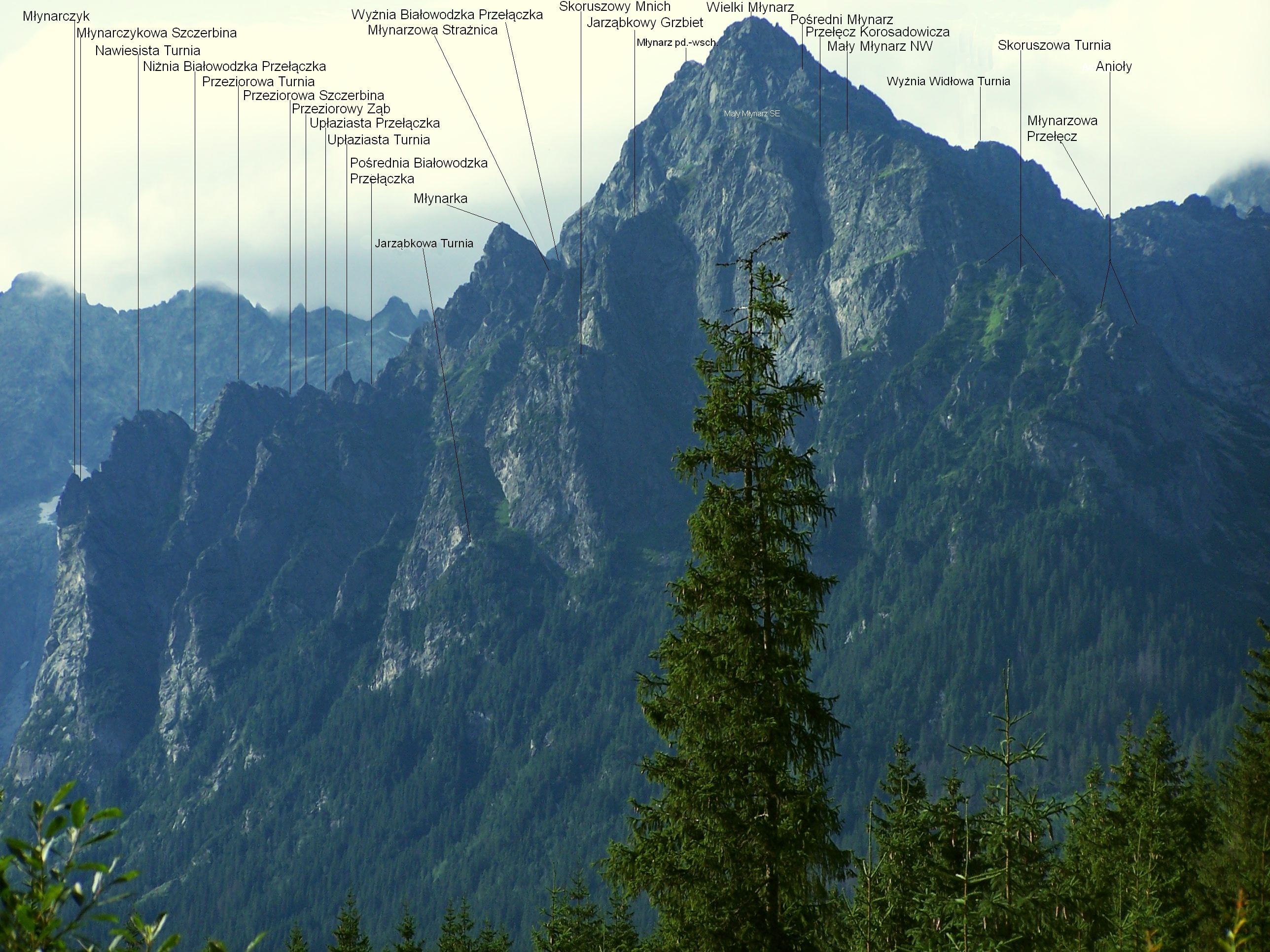
Widok z drogi do Morskiego Oka